# Il cuore di un coniglio
Il cuore di un coniglio (The Heart of a Goof) è una raccolta di racconti in lingua inglese di P. G. Wodehouse, pubblicata per la prima volta in volume nel 1926. Il cuore di un coniglio è anche il titolo di un racconto della raccolta.
I nove racconti, tutti aventi per argomento lo sport del golf, erano stati pubblicati in origine su riviste britanniche o statunitensi tra il 1922 e il 1926. The Heart of a Goof ha avuto tre traduzioni in lingua italiana nell'arco di 61 anni, a partire dal 1931.

## Storia editoriale

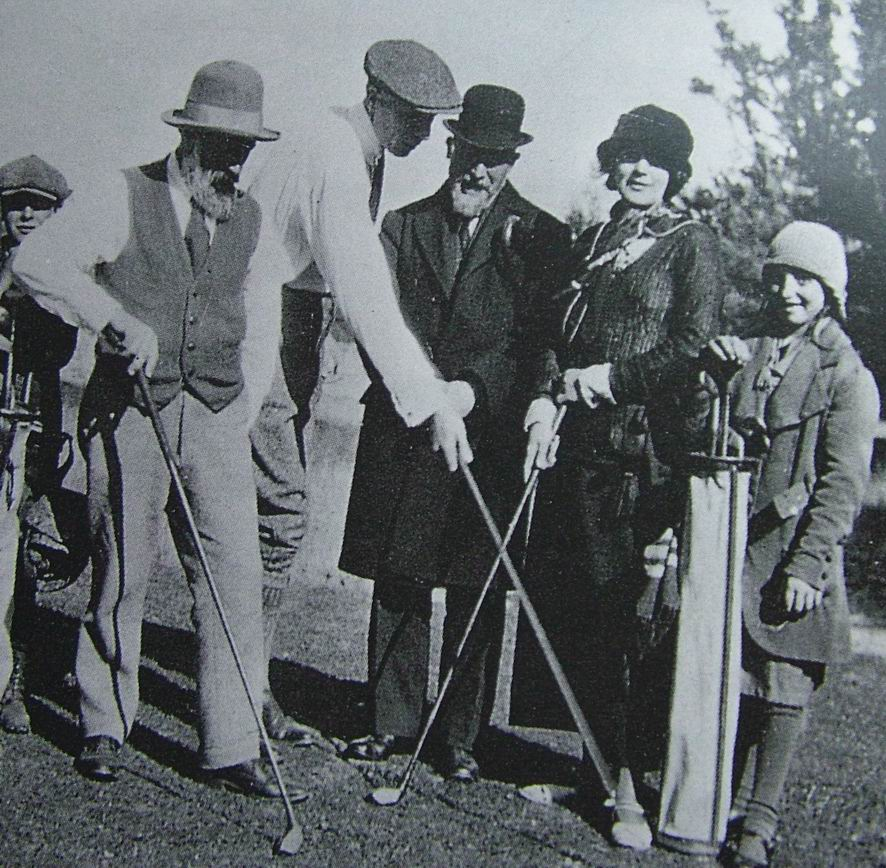
Giocatori di golf (fotografia del 1923)

La raccolta è costituita dalla rielaborazione di nove racconti pubblicati in precedenza, tra il 1922 e il 1926, sul mensile britannico The Strand Magazine e sulle riviste statunitensi Redbook, The Saturday Evening Post e Liberty. Si elencano i titoli originali dei racconti seguiti, nelle righe successive, dal nome delle riviste britanniche (UK) e statunitense (USA) nelle quali il racconto è stato pubblicato, e dalla data di pubblicazione:
- The Heart of a Goof
  - UK: The Strand Magazine, aprile 1924
  - USA: Redbook, settembre 1923
- High Stakes
  - UK: The Strand Magazine, ottobre 1925
  - USA: The Saturday Evening Post, 19 settembre 1925
- Keeping in with Vosper
  - UK: The Strand Magazine, marzo 1926
  - USA: Liberty, 13 marzo 1926
- Chester Forgets Himself
  - UK: The Strand Magazine, maggio 1924
  - USA: The Saturday Evening Post, 7 luglio 1923
- The Magic Plus Fours
  - UK: The Strand Magazine, dicembre 1922
  - Stati Uniti: Redbook, gennaio 1923 (col titolo "The Plus Fours")
- The Awakening of Rollo Podmarsh
  - UK: The Strand Magazine, gennaio 1923
  - Stati Uniti: Redbook, marzo 1923 (col titolo "Rollo Podmarsh Comes To")
- Rodney Fails to Qualify
  - UK: The Strand Magazine, marzo 1924
  - USA: The Saturday Evening Post, 23 febbraio 1924
- Jane Gets off the Fairway
  - UK: The Strand Magazine, novembre 1924
  - USA: The Saturday Evening Post, 25 ottobre 1924
- The Purification of Rodney Spelvin
  - UK: The Strand Magazine, settembre 1925
  - USA: The Saturday Evening Post, 22 agosto 1925

La raccolta fu pubblicata per la prima volta nel Regno Unito il 15 aprile 1926 dall'editore Herbert G. Jenkins e negli Stati Uniti il 4 marzo 1927 dall'editore George H. Doran con il titolo Divots. In Italia fu pubblicata nel 1931 dall'editore antifascista Monanni nella traduzione di Mario Malatesta. La stessa traduzione fu utilizzata dalla casa editrice Bietti nel 1933 e nel 1973. Quest'ultima traduzione fu rivista e notevolmente modificata da Claudio Redi. Infine, una nuova traduzione venne fatta da Rosetta Palazzi per la Mursia nel 1992.

## Racconti
I nove racconti hanno tutti per argomento il golf, come i racconti della raccolta intitolata Il colpo di Cuthbert. I racconti sono uniti da una cornice narrativa. Wodehouse, cioè, fa raccontare le storie da un vecchio golfista che, pur essendosi ormai ritirato dall'attività agonistica, ha un gran numero di ricordi da raccontare: è chiamato da Wodehouse "Oldest Member" ("Anziano", "Decano"), essendo uno dei più vecchi membri del Club, ed è anche il "Wisest man" ("il più saggio"), perché conosce e comprende le esaltazioni e le debolezze dei giocatori e dei "tifosi" del gioco. Dopo che i giocatori hanno completato il percorso, di solito si fermano al bar del club per conversare. Il Decano prende spunto da queste conversazioni per raccontare una vicenda di cui è stato testimone o protagonista. Una volta che il Decano ha iniziato a parlare, non può essere fermato. Di solito queste storie sono raccontate solo a uno dei convenuti, un "giovane" che è ansioso di andar via prima ancora che la storia abbia inizio.
Si elencano i titoli in lingua italiana dei racconti, tradotti da Malatesta e revisionati da Redi, seguiti dal corrispondente titolo in lingua inglese:
- Il cuore di un coniglio (The Heart of a Goof)
- Una posta ben alta (High Stakes)
- Vosper è un grand'uomo (Keeping in with Vosper)
- Chester perde la calma (Chester Forgets Himself)
- I calzoni magici (The Magic Plus Fours)
- Rollo Podmarsh si sveglia (The Awakening of Rollo Podmarsh)
- La sconfitta di Rodney (Rodney Fails to Qualify)
- Jane esce di pista (Jane Gets off the Fairway)
- La purificazione di Rodney Spelvin (The Purification of Rodney Spelvin)

## Edizioni
- (EN) The Heart of a Goof, London, Jenkins, 1926.
- (EN) Divots, New York, George H. Doran, 1927.
- Il cuore di un coniglio, traduzione di Mario Malatesta, Milano, Monanni, 1931.
- Il cuore di un coniglio, collana Collezione Nuovissima collezione letteraria; 12, traduzione di Mario Malatesta, Milano, Bietti, 1933.
- Il cuore di un coniglio, collana Collezione Wodehouse, traduzione di Mario Malatesta, revisione Claudio Redi, Milano, Bietti, 1973.
- Il cuore di un paranoico, traduzione di Rosetta Palazzi, Milano, Mursia, 1992, ISBN 88-425-1205-2.